# Bitwa o Miani
Bitwa o Sindh – starcie zbrojne, które miało miejsce 17 lutego 1843. Była to bitwa pomiędzy wojskami brytyjskimi pod dowództwem sir Charlesa Napiera i emirami dzisiejszego regionu Sindh w Pakistanie. Brytyjczycy byli niezadowoleni z postawy lokalnych emirów podczas pierwszej wojny afgańskiej (1839–1842). Po przejęciu kontroli militarnej nad tym regionem Napier, który przeforsował nową  umowę z emirami Sindh, zaatakował fortecę w Imamgarh, tym samym rewolta została złamana. Bitwa o  Miani była rozstrzygającym zwycięstwem prowadzącym Brytyjczyków do aneksji prowincji Sindh (wyłączając stan Khairpur).